# Oscinella dampfi
Oscinella dampfi är en tvåvingeart som beskrevs av Aldrich 1929. Oscinella dampfi ingår i släktet Oscinella och familjen fritflugor. Inga underarter finns listade i Catalogue of Life.